# Waldfriedhof Dahlem

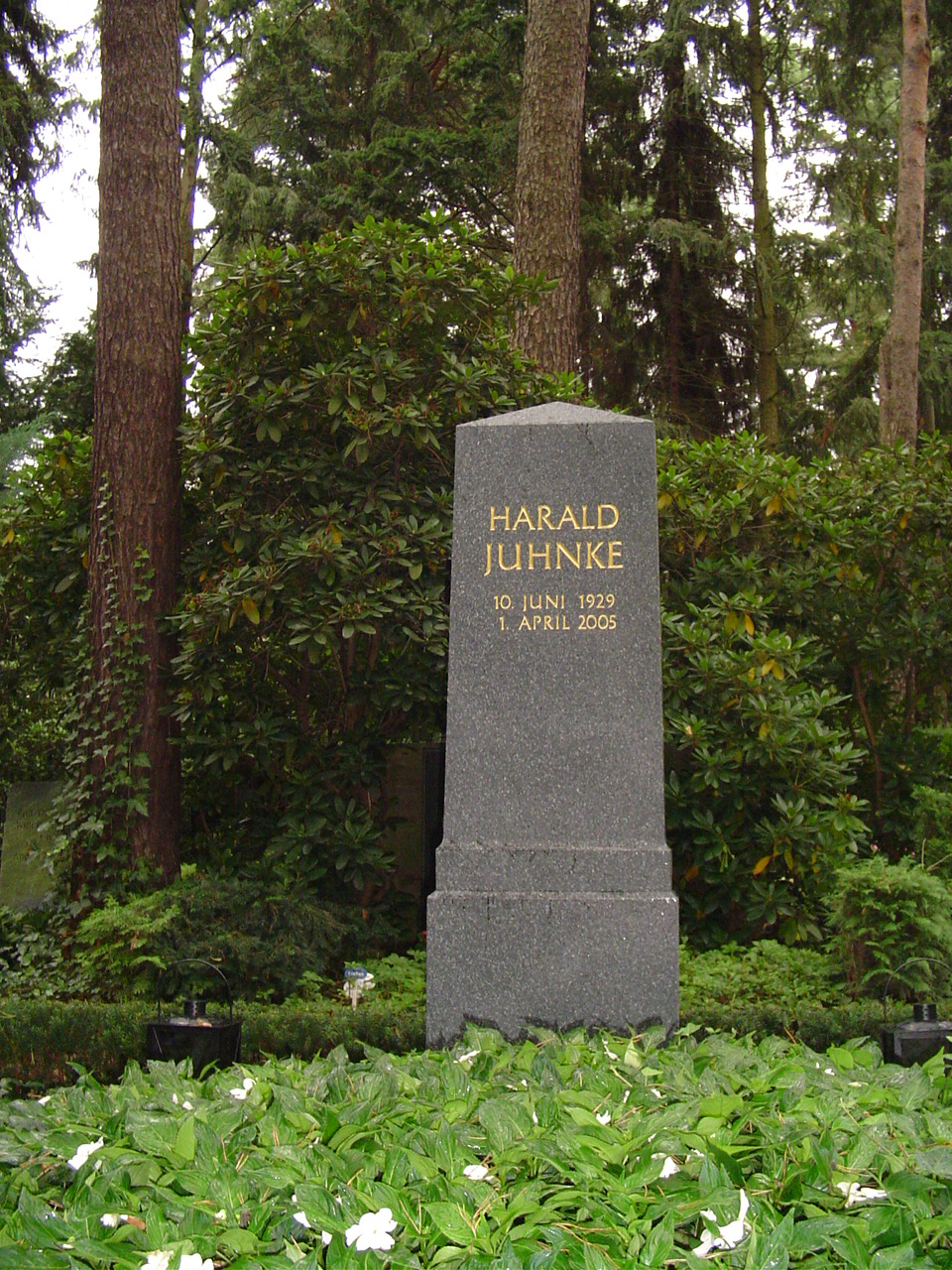
Sepultura de Harald Juhnke

O Waldfriedhof Dahlem é um cemitério em Berlim, no distrito de Steglitz-Zehlendorf nas bordas da floresta de Grunewald na Hüttenweg 47. Densamente plantado com coníferas e projetado entre 1931 e 1933 com planejamento de Albert Brodersen, é um dos cemitérios mais recentes de Berlim. Seus túmulos incluem os de escritores como Gottfried Benn, compositores como Werner Eisbrenner e artistas como Harald Juhnke, sendo um dos chamados "Prominentenfriedhöfe" ou cemitérios de celebridades.

## Sepultamentos notáveis
- Karl Anton (1898–1979), diretor e produtor cinematográfico
- Michael Ballhaus (1935–2017), diretor de fotografia
- Antoinette Becker (1920–1998), escritora
- Carl Heinrich Becker (1876–1933), orientalista e político
- Gottfried Benn (1886–1956), poeta
- Heinz Berggruen (1914–2007), colecionador de arte
- Frank Michael Beyer (1928–2008), compositor
- Hans-Otto Borgmann (1901–1977), compositor de filmes
- Bully Buhlan (1924–1982), cantor, ator
- Carl Correns (1864–1933), botanista
- Ernst von Delius (1912–1937), piloto de corrida
- Alexander Dinghas (1908–1974), matemático
- Franz Dischinger (1887–1953), engenheiro civil e estrutural
- Blandine Ebinger (1899–1993), atriz e chansonnière
- Karin Eickelbaum (1937–2004), atriz
- Carl Otto von Eicken (1873–1960), médico
- Adolf Erman (1854–1937), egiptologiste e lexicógrafo
- Werner Eisbrenner (1908–1981), compositor e maestro
- Friedrich Fedde (1873–1942), botânico
- Curth Flatow (1920–2011), dramaturgo e roteirista
- Ernst Fraenkel (1898–1975), cientista político
- Roland Freisler (1893–1945), notório juiz chefe do Volksgerichtshof nazista. Está enterrado com a família de sua esposa em uma sepultura sem identificação. Ironicamente, uma de suas vítimas, Ulrich Wilhelm Graf Schwerin von Schwanenfeld (ver abaixo), também está enterrado neste cemitério.
- Ludwig Fulda (1862–1939), dramaturgo e tradutor
- Klaus Gysi (1912–1999), político
- Ernst Hartert (1859–1933), ornitologista
- O. E. Hasse (1903–1978), ator
- Heinz Hentschke (1895–1970), ator, diretor e libretista
- Günter Herlitz (1913–2010), empresário (Herlitz stationery company)
- Klaus Höhne (1927–2006), ator
- Carl Hofer (1878–1955), pintor
- Helene Jacobs (1906–1993), Resistência alemã
- La Jana (1905–1940), dançarina e atriz
- Werner Janensch (1878–1969), paleontologista e geólogo
- Harald Juhnke (1929–2005), ator e apresentador
- Josef Paul Kleihues (1933–2004), arquiteto
- Friedrich Wilhelm Kopsch (1868–1955), anatomista
- Hilde Körber (1906–1969), atriz
- Hans Christian Korting (1952–2012), dermatologista
- Robert H. Lochner (1918–2003), jornalista
- Bobby E. Lüthge (1891–1964), roteirista
- Wolfgang Lukschy (1905–1983), ator
- Marie-Elisabeth Lüders (1878–1966), político
- Leny Marenbach (1907–1984), atriz
- Arnold Marquis (1921–1990), ator
- Erich Mühsam (1878–1934), escritor e anarquista, assassinado no Campo de concentração de Oranienburg
- Zenzl Mühsam (1884–1962), anarquista
- Rudolf Nelson (1878–1960), compositor e diretor de teatro
- Hermann Noack (1895–1958), fundidor de arte em bronze
- Bernd Rosemeyer (1909–1938), piloto de corrida, com sua mulher Elly Beinhorn, aviador
- Heinrich Sahm (1877–1939), prefeito de Berlim e administrador da Cidade Livre de Danzig
- Günter Schabowski (1929–2015), político da Alemanha Oriental
- Wolfgang Schleif (1912–1984), diretor de cinema
- Karl Schmidt-Rottluff* (1884–1976), pintor
- Walther Schreiber (1884–1958), prefeito de Berlim
- Franz Schreker* (1878–1934), compositor
- Ulrich Wilhelm Graf Schwerin von Schwanenfeld (1902–1944), Resistência alemã
- Renée Sintenis* (1888–1965), escultora
- Werner Sombart* (1863–1941), sociólogo
- Camilla Spira (1906–1997), atriz
- Herbert Stass (1919–1999), ator
- Ilse Steppat (1917–1969), atriz
- Ivan Stranski (1897–1979), físico-químico búlgaro
- Käte Stresemann (1883–1970), mulher do chanceler alemão, ministro do exterior e laureado com o Nobel da Paz Gustav Stresemann
- Erwin Stresemann* (1889–1972), zoólogo
- Wolfgang Stresemann* (1904–1998), maestro e compositor
- Wilhelm Tank (1888–1967), pintor
- Georg Tappert (1880–1957), pintor
- Günter Tembrock (1918–2011), zoólogo
- Heinrich Tessenow* (1876–1950), arquiteto
- Ilse Trautschold (1906–1991), atriz e comediante
- Kurt Ulrich (1905–1967), produtor de cinema
- Alfred Vohrer (1914–1986), diretor de cinema
- Fritz Arno Wagner (1884–1958), diretor de fotografia
- William Wauer* (1866–1962), escultor e diretor de cinema
- Richard von Weizsäcker (1920–2015), político, presidente
- Sybil Werden (1924–2007), atriz e dançarina
- Theodor Wiegand (1864–1936), arqueólogo
- Heinz-Günter Wittmann (1927–1990), bioquímico
- Jürgen Wolters (1940–2015), professor de economia
- Hans Würtz (1875–1958), fundador da Behindertenpädagogik (local de sepultamento desconhecido)